# Estrella (náutica)

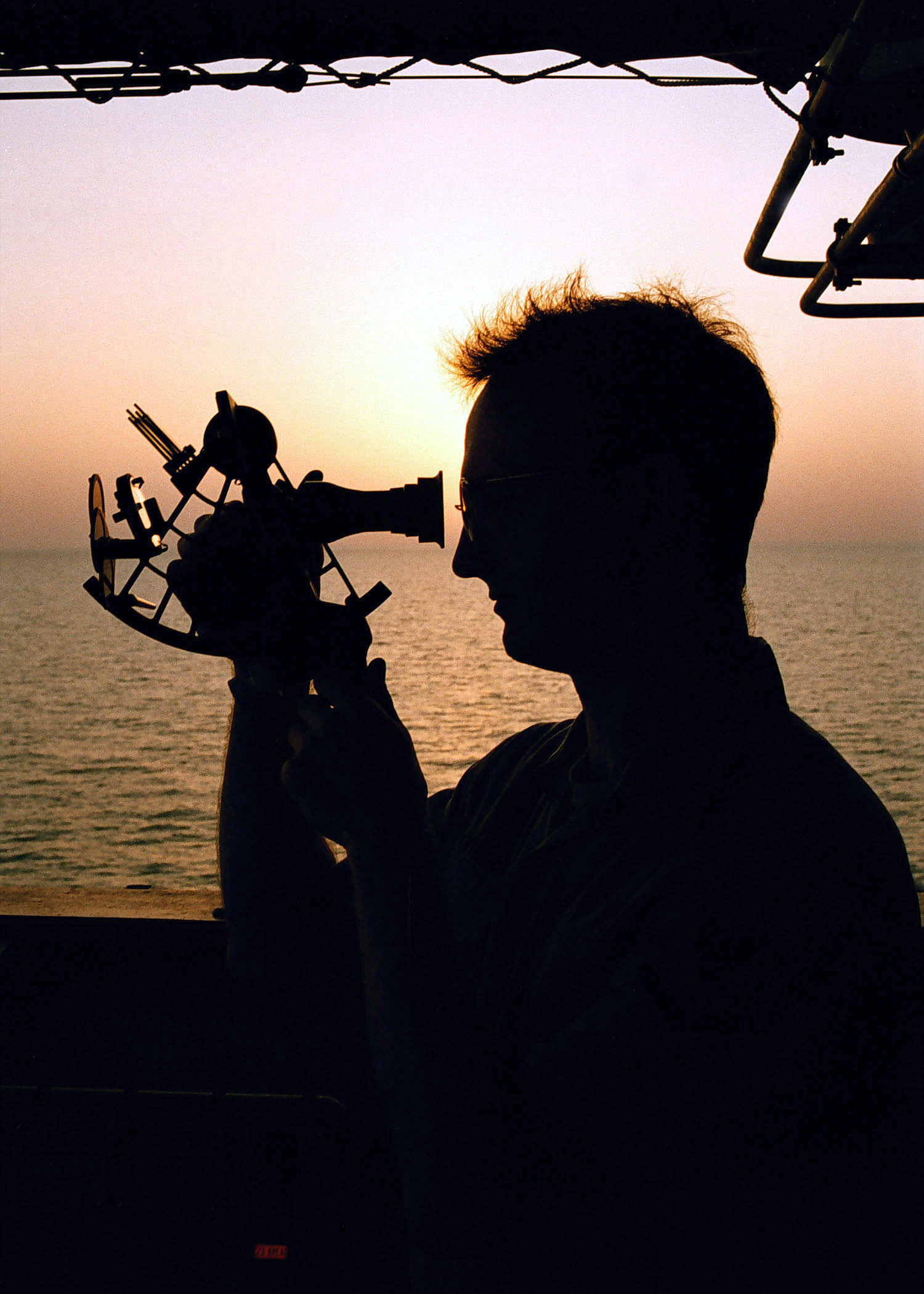
Las estrellas náuticas seleccionadas suelen usarse para observaciones con sextante.

Las estrellas náuticas son un conjunto de astros seleccionados por su brillo y distribución en la esfera celeste, utilizados en la navegación astronómica para determinar la posición y el rumbo de una embarcación en alta mar. De las aproximadamente seis mil estrellas visibles a simple vista bajo condiciones óptimas, un grupo de 57 o 58 estrellas (dependiendo de la fuente, con Polaris como caso especial) son consideradas «estrellas náuticas» o «estrellas seleccionadas» debido a su magnitud, facilidad de identificación y utilidad práctica. Estas estrellas, que abarcan 38 constelaciones desde una declinación de -70° a +89°, son fundamentales para los navegantes, junto con el Sol, la Luna y los planetas Venus, Marte, Júpiter y Saturno. Las estrellas fueron nombradas por los babilonios, griegos, romanos y árabes en la Antigüedad. 
Por su intenso brillo, generalmente de primera o segunda magnitud, estas estrellas son las primeras en aparecer durante el crepúsculo vespertino y las últimas en desvanecerse en el matutino, momentos ideales para observaciones astronómicas debido a la visibilidad simultánea de los astros y el horizonte. Sus posiciones aproximadas, expresadas en coordenadas celestes como ángulo horario sideral (SHA, por sus siglas en inglés) y declinación, se redondean al grado más cercano para facilitar su identificación y uso en cálculos náuticos.

## Uso en la navegación
Las estrellas náuticas tienen dos funciones principales en la navegación. En primer lugar, la determinación de la posición, la cual se realiza mediante observaciones con un sextante y técnicas de navegación celeste, los navegantes obtienen líneas de posición que, al intersecarse, forman un «punto fijado celeste» con coordenadas de latitud y longitud. Esto requiere el uso de tablas de reducción de observaciones y datos de almanaques náuticos, publicaciones anuales que incluyen las posiciones diarias de estas estrellas. La segunda función es la corrección del rumbo, la cual se consigue comparando el acimut calculado de una estrella con el medido por el girocompás de la embarcación, se puede determinar y corregir cualquier error del instrumento.
Polaris, conocida como la «estrella polar» o «estrella del norte», recibe un tratamiento especial por su cercanía al polo celeste norte. Cuando se navega en el hemisferio norte, se puede utilizar una técnica con Polaris para determinar la latitud del observador o, en el caso de embarcaciones marítimas más grandes, se puede utilizar para calcular cualquier error de girocompás que pueda existir. Sin embargo, no participa en la fijación completa de la posición (que incluye la longitud), por lo que algunos almanaques náuticos la excluyen de la lista principal de 57 estrellas. Además, existe un grupo secundario de 115 «estrellas tabuladas» que pueden usarse para navegación, aunque son menos comunes y requieren cálculos adicionales.
Para fines de identificación, las posiciones de las estrellas náuticas —expresadas como declinación y ángulo horario sideral— suelen redondearse al grado más cercano. Además de las tablas, las cartas estelares ofrecen una ayuda al navegante para identificar las estrellas náuticas, mostrando las constelaciones, las posiciones relativas y el brillo.

En el uso práctico para la reducción de observaciones en alta mar, las tablas pueden asistir aún más al navegante al proporcionar altitudes aproximadas (ángulos sobre el horizonte) y acimutes (grados leídos desde la brújula) a partir de una posición asumida o estimada. Esto suele ayudar a determinar rápidamente la ubicación y, a continuación, identificar con rapidez una estrella náutica específica que pueda ser útil para una reducción de observaciones.

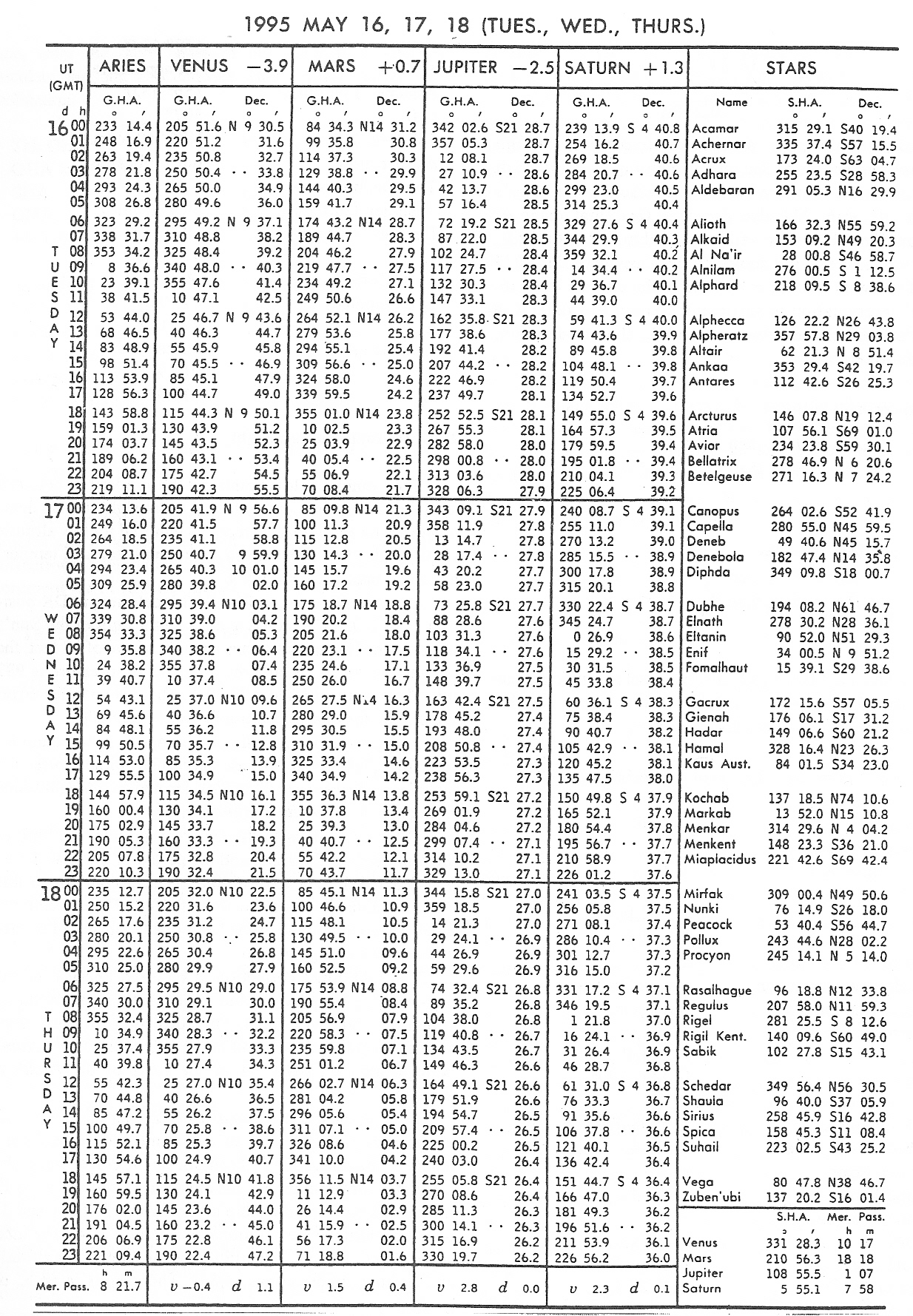
Estrellas náuticas (excepto Polaris) listadas en una página del Almanaque náutico de Estados Unidos para mayo de 1995.

## Antecedentes
Bajo condiciones óptimas, aproximadamente seis mil estrellas son visibles a simple vista para un observador en la Tierra. De estas, 58 estrellas son conocidas en el ámbito de la navegación astronómica como «estrellas seleccionadas», incluyendo 19 estrellas de primera magnitud, 38 de segunda magnitud y Polaris. La selección de estas estrellas es realizada por la Oficina del Almanaque Náutico de Su Majestad y el Observatorio Naval de los Estados Unidos, en la producción del Nautical Almanac anual, que ambas instituciones publican conjuntamente desde 1958. Los criterios para la elección de las estrellas incluyen su distribución en la esfera celeste, su brillo y su facilidad de identificación. También se proporciona información sobre otras 115 estrellas, conocidas como «estrellas tabuladas», disponibles para el navegante.
Estas estrellas son utilizadas típicamente por los navegantes de dos maneras. La primera es para obtener una línea de posición mediante la observación con un sextante y las técnicas de navegación celeste. Múltiples líneas de posición pueden intersecarse para obtener una posición conocida como «punto fijado celeste». El segundo uso habitual de las estrellas náuticas es determinar el error del girocompás calculando el acimut de una estrella y comparándolo con el acimut medido usando el girocompás de la embarcación.
Los navegantes suelen referirse a las estrellas utilizando uno de dos sistemas de nomenclatura: nombres comunes y designaciones de Bayer. Todas las estrellas seleccionadas tienen un nombre común desde 1953, y muchas fueron nombradas en la Antigüedad por árabes, griegos, romanos y babilonios. La convención de nomenclatura de Bayer, en uso desde 1603, consiste en una letra griega combinada con la forma posesiva del nombre de la constelación de la estrella. Ambos nombres se muestran para cada estrella en las tablas y cartas a continuación.
La posición aproximada de cada estrella en la esfera celeste se indica usando el sistema de coordenadas ecuatoriales. La esfera celeste es un globo imaginario de tamaño infinito con la Tierra en su centro. Las posiciones en la esfera celeste se expresan frecuentemente mediante dos coordenadas: declinación y ángulo horario sideral, similares a la latitud y longitud en la superficie terrestre. Para definir la declinación, el ecuador terrestre se proyecta hacia la esfera celeste para formar el ecuador celeste, y la declinación se mide en grados al norte o al sur de este ecuador celeste. El ángulo horario sideral es una medida entre 0° y 360°, que indica cuán al oeste está un cuerpo respecto a un punto arbitrariamente elegido en la esfera celeste denominado punto Aries. Cabe destacar que la ascensión recta, utilizada por los astrónomos, equivale a 360° menos el ángulo horario sideral.
La característica final proporcionada en las tablas y cartas estelares es el brillo de la estrella, expresado en términos de magnitud aparente. La magnitud es una escala logarítmica de brillo, diseñada de modo que un cuerpo de una magnitud es aproximadamente 2,512 veces más brillante que uno de la magnitud siguiente. Así, un cuerpo de magnitud 1 es aproximadamente 100 veces más brillante (2,512⁵) que uno de magnitud 6. Las estrellas más débiles visibles a través de un telescopio terrestre de 200 pulgadas son de magnitud 20, mientras que objetos muy brillantes como el Sol y la Luna llena tienen magnitudes de -26,7 y -12,6, respectivamente.

## Tabla de estrellas náuticas
La siguiente trabla sigue el estándar del Nautical Almanac. En la primera columna se encuentra el número de identificación, seguido por el nombre común, la designación de Bayer y la etimología del nombre común. Luego, se indica la posición aproximada de la estrella, adecuada para fines de identificación, expresada en términos de declinación y ángulo horario sideral, seguida por su magnitud. La última columna presenta las citas a las fuentes de los datos: The American Practical Navigator y la entrada correspondiente de la estrella en la base de datos SIMBAD, un proyecto del Centro de Datos Astronómicos de Estrasburgo (CDS).
| No.  | Nombre común    | Denominación de Bayer | Etimología del nombre común                                                                               | Ángulo horario sideral | Declinación | Magnitud ap. | Referencias  |
| ---- | --------------- | --------------------- | --- | ---------------------- | ----------- | ------------ | ------------ |
| -100 | a               | a                     | a | -100                   | -100        | -100         | -100         |
| 1    | Alpheratz       | α Andromedae          | ombligo del caballo                                                                                       | 358                    | N 29°       | 2.06         | [ 9 ] [ 10 ] |
| 2    | Ankaa           | α Phoenicis           | nombre acuñado, «ave fénix» en árabe                                                                      | 354                    | S 42°       | 2.37         | [ 9 ] [ 11 ] |
| 3    | Schedar         | α Cassiopeiae         | pecho de Casiopea                                                                                         | 350                    | N 56°       | 2.25         | [ 9 ] [ 12 ] |
| 4    | Difda           | β Ceti                | segunda rana (anteriormente Fomalhaut era la primera)                                                     | 349                    | S 18°       | 2.04         | [ 9 ] [ 13 ] |
| 5    | Achernar        | α Eridani             | final del río (Eridanus)                                                                                  | 336                    | S 57°       | 0.50         | [ 9 ] [ 14 ] |
| 6    | Hamal           | α Arietis             | cordero adulto                                                                                            | 328                    | N 23°       | 2.00         | [ 9 ] [ 15 ] |
| 7    | Acamar          | θ Eridani             | otra forma de Achernar                                                                                    | 316                    | S 40°       | 3.2          | [ 9 ] [ 16 ] |
| 8    | Menkar          | α Ceti                | nariz (de la ballena)                                                                                     | 315                    | N 04°       | 2.5          | [ 9 ] [ 17 ] |
| 9    | Mirfak          | α Persei              | codo de Pléyades                                                                                          | 309                    | N 50°       | 1.82         | [ 9 ] [ 18 ] |
| 10   | Aldebarán       | α Tauri               | seguidor (de Pléyades)                                                                                    | 291                    | N 16°       | 0.85 var     | [ 9 ] [ 19 ] |
| 11   | Rigel           | β Orionis             | pie (pie izquierdo de Orión)                                                                              | 282                    | S 08°       | 0.12         | [ 9 ] [ 20 ] |
| 12   | Capella         | α Aurigae             | cabra pequeña                                                                                             | 281                    | N 46°       | 0.71         | [ 9 ] [ 21 ] |
| 13   | Bellatrix       | γ Orionis             | guerrera                                                                                                  | 279                    | N 06°       | 1.64         | [ 9 ] [ 22 ] |
| 14   | Elnath          | β Tauri               | choque con cuernos                                                                                        | 279                    | N 29°       | 1.68         | [ 9 ] [ 23 ] |
| 15   | Alnilam         | ε Orionis             | perlas | 276                    | S 01°       | 1.70         | [ 9 ] [ 24 ] |
| 16   | Betelgeuse      | α Orionis             | mano de al-Jauzā (Orión)                                                                                  | 271                    | N 07°       | 0.58 var     | [ 9 ] [ 25 ] |
| 17   | Canopus         | α Carinae             | ciudad del antiguo Egipto                                                                                 | 264                    | S 53°       | −0.72        | [ 9 ] [ 26 ] |
| 18   | Sirio           | α Canis Majoris       | estrella del perro                                                                                        | 259                    | S 17°       | −1.47        | [ 9 ] [ 27 ] |
| 19   | Adhara          | ε Canis Majoris       | vírgenes                                                                                                  | 256                    | S 29°       | 1.51         | [ 9 ] [ 28 ] |
| 20   | Procyon         | α Canis Minoris       | antes de la estrella del perro (Sirio)                                                                    | 245                    | N 05°       | 0.34         | [ 9 ] [ 29 ] |
| 21   | Pólux           | β Geminorum           | hijo gemelo de Zeus (Cástor, α Gema, es el primer gemelo).                                                | 244                    | N 28°       | 1.15         | [ 9 ] [ 30 ] |
| 22   | Avior           | ε1 Carinae            | nombre acuñado                                                                                            | 234                    | S 59°       | 2.4          | [ 9 ] [ 31 ] |
| 23   | Suhail          | λ Velorum             | abreviatura de Al Suhail, nombre árabe de Canopus                                                         | 223                    | S 43°       | 2.23         | [ 9 ] [ 32 ] |
| 24   | Miaplacidus     | β Carinae             | aguas tranquilas                                                                                          | 222                    | S 70°       | 1.70         | [ 9 ] [ 33 ] |
| 25   | Alfard          | α Hydrae              | estrella solitaria de la serpiente                                                                        | 218                    | S 09°       | 2.00         | [ 9 ] [ 34 ] |
| 26   | Regulus         | α Leonis              | príncipe                                                                                                  | 208                    | N 12°       | 1.35         | [ 9 ] [ 35 ] |
| 27   | Dubhe           | α1 Ursae Majoris      | espalda de la osa                                                                                         | 194                    | N 62°       | 1.87         | [ 9 ] [ 36 ] |
| 28   | Denébola        | β Leonis              | cola del león                                                                                             | 183                    | N 15°       | 2.14         | [ 9 ] [ 37 ] |
| 29   | Gienah          | γ Corvi               | ala derecha del cuervo                                                                                    | 176                    | S 17°       | 2.80         | [ 9 ] [ 38 ] |
| 30   | Ácrux           | α1 Crucis             | nombre acuñado de la denominación de Bayer                                                                | 174                    | S 63°       | 1.40         | [ 9 ] [ 39 ] |
| 31   | Gacrux          | γ Crucis              | nombre acuñado de la denominación de Bayer                                                                | 172                    | S 57°       | 1.63         | [ 9 ] [ 40 ] |
| 32   | Alioth          | ε Ursae Majoris       | otro nombre del Capella                                                                                   | 167                    | N 56°       | 1.76         | [ 9 ] [ 41 ] |
| 33   | Espiga          | α Virginis            | espiga de maíz                                                                                            | 159                    | S 11°       | 1.04         | [ 9 ] [ 42 ] |
| 34   | Alkaid          | η Ursae Majoris       | líder de las hijas del féretro                                                                            | 153                    | N 49°       | 1.85         | [ 9 ] [ 43 ] |
| 35   | Hadar           | β Centauri            | pierna del centauro                                                                                       | 149                    | S 60°       | 0.60         | [ 9 ] [ 44 ] |
| 36   | Menkent         | θ Centauri            | hombro del centauro                                                                                       | 149                    | S 36°       | 2.06         | [ 9 ] [ 45 ] |
| 38   | Rigil Kentaurus | α1 Centauri           | pie del centauro                                                                                          | 140                    | S 61°       | −0.01        | [ 9 ] [ 46 ] |
| 37   | Arturo          | α Bootis              | guardia de la osa                                                                                         | 146                    | N 19°       | −0.04 var    | [ 9 ] [ 47 ] |
| 39   | Zubenelgenubi   | α Librae              | garra meridional (del escorpión)                                                                          | 138                    | S 16°       | 3.28         | [ 9 ] [ 48 ] |
| 40   | Kochab          | β Ursae Minoris       | nombre corto de la «Estrella del Norte» (nombrada cuando era de esa forma, entre 1500 a. C. y 300 d. C.). | 137                    | N 74°       | 2.08         | [ 9 ] [ 49 ] |
| 41   | Alphecca        | α Corona Borealis     | endeable (en la corona)                                                                                   | 127                    | N 27°       | 2.24         | [ 9 ] [ 50 ] |
| 42   | Antares         | α Scorpii             | rival de Marte (en color)                                                                                 | 113                    | S 26°       | 1.09         | [ 9 ] [ 51 ] |
| 43   | Atria           | α Trianguli Australis | acuñado de la denominación de Bayer                                                                       | 108                    | S 69°       | 1.92         | [ 9 ] [ 52 ] |
| 44   | Sabik           | η Ophiuchi            | segundo ganador o conquistador                                                                            | 103                    | S 16°       | 2.43         | [ 9 ] [ 53 ] |
| 45   | Shaula          | λ Scorpii             | parte amartillada de la cola del escorpión                                                                | 097                    | S 37°       | 1.62         | [ 9 ] [ 54 ] |
| 46   | Ras Alhague     | α Ophiuchi            | cabeza del encantador de serpientes                                                                       | 096                    | N 13°       | 2.10         | [ 9 ] [ 55 ] |
| 47   | Eltanin         | γ Draconis            | cabeza del dragón                                                                                         | 091                    | N 51°       | 2.23         | [ 9 ] [ 56 ] |
| 48   | Kaus Australis  | ε Sagittarii          | parte meridional del arco (de Sagitario)                                                                  | 084                    | S 34°       | 1.80         | [ 9 ] [ 57 ] |
| 49   | Vega            | α Lyrae               | caída del águila o del buitre                                                                             | 081                    | N 39°       | 0.03         | [ 9 ] [ 58 ] |
| 50   | Nunki           | σ Sagittarii          | constelación de la ciudad sagrada (Eridu)                                                                 | 076                    | S 26°       | 2.06         | [ 9 ] [ 59 ] |
| 51   | Altaír          | α Aquilae             | vuelo del águila o del buitre                                                                             | 063                    | N 09°       | 0.77         | [ 9 ] [ 60 ] |
| 52   | Peacock         | α Pavonis             | acuñado del nombre inglés de la constelación                                                              | 054                    | S 57°       | 1.91         | [ 9 ] [ 61 ] |
| 53   | Deneb           | α Cygni               | cola del cisne                                                                                            | 050                    | N 45°       | 1.25         | [ 9 ] [ 62 ] |
| 54   | Enif            | ε Pegasi              | nariz del caballo                                                                                         | 034                    | N 10°       | 2.40         | [ 9 ] [ 63 ] |
| 55   | Al Na'ir        | α Gruis               | brillante (cola del pez austral)                                                                          | 028                    | S 47°       | 1.74         | [ 9 ] [ 64 ] |
| 56   | Fomalhaut       | α Piscis Austrini     | cabeza del pez del sur                                                                                    | 016                    | S 30°       | 1.16         | [ 9 ] [ 65 ] |
| 57   | Markab          | α Pegasi              | montura (del Pegaso)                                                                                      | 014                    | N 15°       | 2.49         | [ 9 ] [ 66 ] |
| *    | Polaris         | α Ursae Minoris       | polar (estrella)                                                                                          | 319                    | N 89°       | 2.01 var     | [ 9 ] [ 67 ] |

## Cartas estelares
| Key to the Star charts             | Key to the Star charts |
| Elemento                           | Descripción |
| ---------------------------------- | --- |
| TEXTO EN MAYÚSCULA                 | Los nombres de las constelaciones se indican en texto en mayúsculas |
| star of magnitude 1.5 and brighter | Estrella seleccionada de magnitud 1.5 o más brillante. Etiquetada con su nombre común, número de identificación y una letra griega para indicar su denominación de Bayer. |
| star of magnitude 1.6 and fainter  | Estrella seleccionada de magnitud 1.6 o más débil. Etiquetada con su nombre común, número de identificación y una letra griega para indicar su denominación de Bayer.     |
| star of magnitude 2.5 and brighter | Estrella tabulada de magnitud 2.5 o más brillante. Etiquetada con una letra griega para indicar su denominación de Bayer.                                                 |
| star of magnitude 2.6 and fainter  | Estrella tabulada de magnitud 2.6 o más débil. Etiquetada con una letra griega para indicar su denominación de Bayer.                                                     |
| untabulated star                   | Estrella no tabulada. No etiquetada. |
| Línea con puntos                   | Contorno de la constelación. |

Los navegantes suelen utilizar cartas estelares para identificar una estrella según su posición relativa a otras estrellas. Publicaciones como el Nautical Almanac y The American Practical Navigator proporcionan cuatro cartas estelares que abarcan diferentes porciones de la esfera celeste. Dos de estas cartas son proyecciones azimutales equidistantes de los polos norte y sur. Las otras dos cubren la región ecuatorial de la esfera celeste, desde una declinación de 30° sur hasta 30° norte. Estas cartas ecuatoriales son proyecciones de Mercator, una para el hemisferio este de la esfera celeste y otra para el hemisferio oeste. A diferencia de los mapas convencionales, el este se muestra a la izquierda y el oeste a la derecha. Con esta orientación, el navegante puede sostener la carta estelar sobre su cabeza, y la disposición de las estrellas en la carta coincidirá con las del cielo.
En las cartas estelares, las constelaciones se etiquetan con letras mayúsculas y se indican mediante líneas punteadas que conectan sus estrellas. Las 58 estrellas seleccionadas para la navegación se muestran en azul y se etiquetan con su nombre común, número de identificación y una letra griega que indica su designación de Bayer. Las 115 estrellas tabuladas adicionales, que también pueden usarse para la navegación, se presentan en rojo y se etiquetan con una letra griega para indicar su designación de Bayer. Algunas estrellas adicionales, no aptas para la navegación, se incluyen en las cartas para señalar constelaciones y se representan como pequeños puntos rojos sin etiquetar.

### Estrellas ecuatoriales

#### Estrellas ecuatoriales del hemisferio este
La región ecuatorial del hemisferio este de la esfera celeste incluye 17 estrellas náuticas, desde Alpheratz en la constelación de Andrómeda hasta Denébola en Leo. También abarca estrellas de las constelaciones de Cetus, Aries, Tauro, Orión, Can Mayor y Can Menor, Géminis e Hidra. Entre estas estrellas destacan especialmente «la estrella del perro» Sirius, la más brillante del cielo, y cuatro estrellas de la fácilmente identificable constelación de Orión.
Estrellas ecuatoriales del hemisferio oeste

La región ecuatorial del hemisferio oeste de la esfera celeste incluye 13 estrellas náuticas, desde Gienah en la constelación de Corvus hasta Markab en Pegaso. También abarca estrellas de las constelaciones de Virgo, Bootes, Libra, Corona Borealis, Escorpio, Ofiuco, Sagitario y Águila. La estrella variable Arcturus es la más brillante de este grupo.

### Estrellas del norte
Las 11 estrellas del norte son aquellas con una declinación entre 30° norte y 90° norte. Se enumeran en orden decreciente de ángulo horario sideral, es decir, desde el equinoccio de primavera hacia el oeste a través del cielo. Comenzando con Schedar en la constelación de Casiopea, la lista incluye estrellas de las constelaciones de Auriga, Osa Mayor y Osa Menor, Draco, Lyra y Cisne. Las dos estrellas más brillantes del norte son Vega y Capella.

En la carta estelar a la derecha, la declinación se muestra mediante la coordenada radial, comenzando en 90° norte en el centro y disminuyendo hasta 30° norte en el borde exterior. El ángulo horario sideral se representa como la coordenada angular, empezando en 0° a la izquierda de la carta y aumentando en sentido contrario a las agujas del reloj.

### Estrellas del sur
Las 18 estrellas del sur son aquellas con una declinación entre 30° sur y 90° sur. Se enumeran en orden decreciente de ángulo horario sideral, es decir, desde el equinoccio de primavera hacia el oeste a través del cielo. Comenzando con Ankaa en la constelación de Fénix, la lista incluye estrellas de las constelaciones de Eridano, Carina, Crux, Centaurus, Libra, Triángulo Austral, Escorpio, Sagitario, Pavo y Grulla. Canopus, Rigil Kentaurus, Achernar y Hadar son las estrellas más brillantes del cielo austral.
En la carta estelar a la derecha, la declinación se muestra mediante la coordenada radial, comenzando en 90° sur en el centro y disminuyendo hasta 30° sur en el borde exterior. El ángulo horario sideral se representa como la coordenada angular, empezando en 0° a la derecha de la carta y aumentando en el sentido de las agujas del reloj.